# Famille Cousteau
Pour les articles homonymes, voir Cousteau.
La famille Cousteau est une famille française originaire de Gironde qui a donné plusieurs océanographes au XXe siècle, dont Jacques-Yves Cousteau.

## Filiation
- Daniel Cousteau, né le 23 octobre 1878 à Saint-André-de-Cubzac (Gironde) et décèdé le 20 mars 1969 marié le 21 juin 1904 à Saint-André-de-Cubzac avec Élizabeth Duranthon, eut deux fils.
  - Pierre-Antoine Cousteau (1906-1958), polémiste et journaliste d'extrême droite.
    - Jean-Pierre Cousteau (1938), cardiologue, auteur d'une biographie sur son père.

  - Jacques-Yves Cousteau (1910-1997), surnommé le commandant Cousteau, officier de marine, océanographe, cinéaste, réalisateur de documentaires et auteur, commandant de la Calypso, marié en premières noces à Simone Melchior (1919-1990) et en secondes noces à Francine Triplet (1946).
    - Jean-Michel Cousteau (1938), plongeur sous-marin, océanographe.
      - Fabien Cousteau (1967), cinéaste, aquanaute et explorateur océanique.
      - Céline Cousteau (1972), cinéaste documentariste.

    - Philippe Cousteau (1940-1979), plongeur sous-marin, océanographe et cinéaste français.
      - Alexandra Cousteau (1976), militante écologiste franco-américaine.
      - Philippe Cousteau junior (1980), militant écologiste franco-américain.

    - Diane Cousteau (1979).
    - Pierre-Yves Cousteau (1981), diplômé de l'Institut européen d'administration des affaires (Insead), Berkeley, NASA, ASE, Cousteau Society (2009), Cousteau Divers, Turnosail, Union internationale pour la conservation de la nature (UICN).

## Portraits

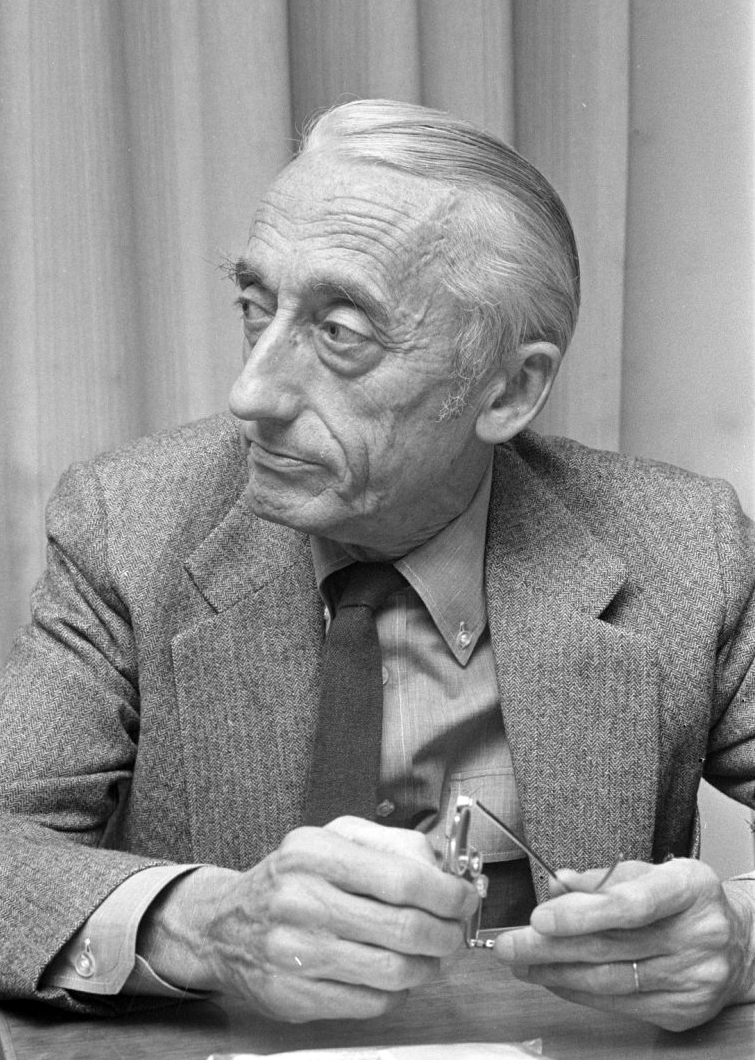
Jacques-Yves Cousteau
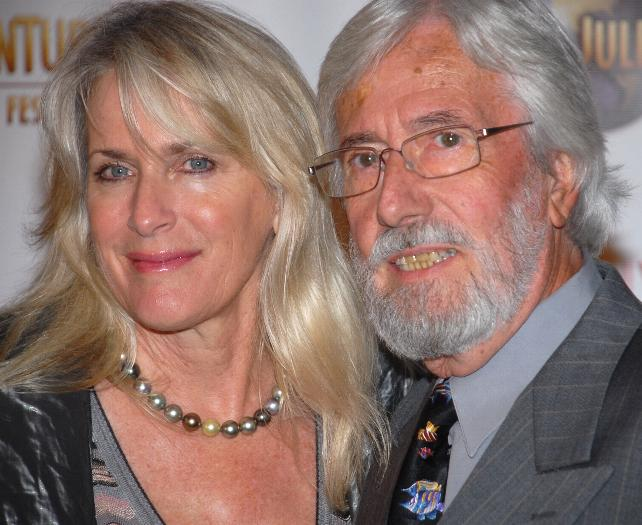
Jean-Michel Cousteau
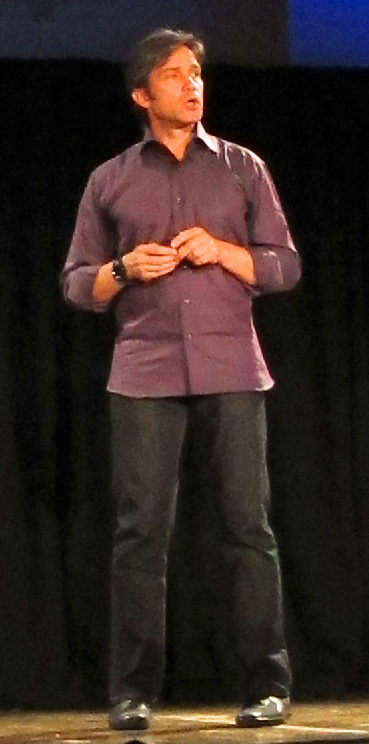
Fabien Cousteau
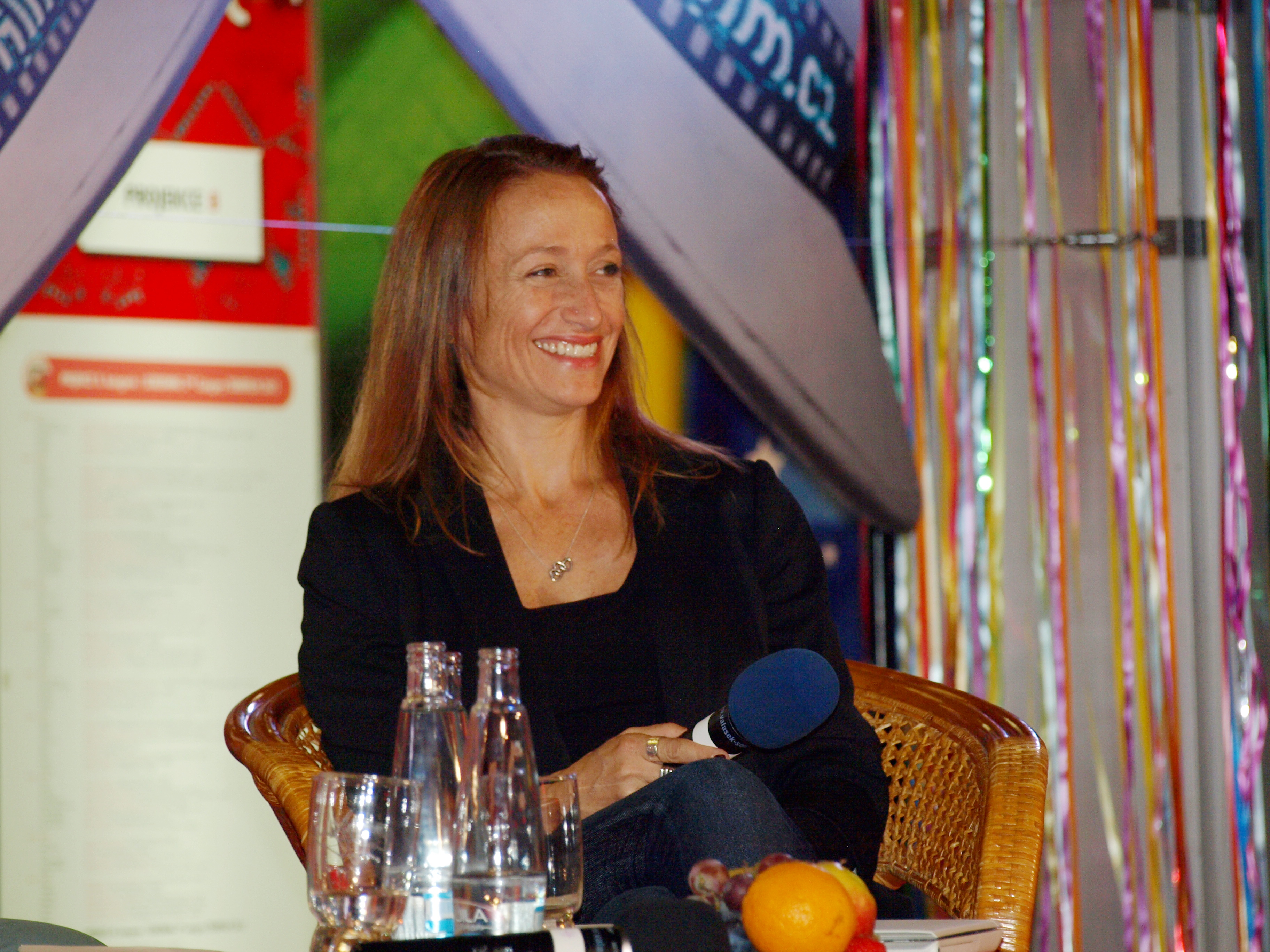
Céline Cousteau
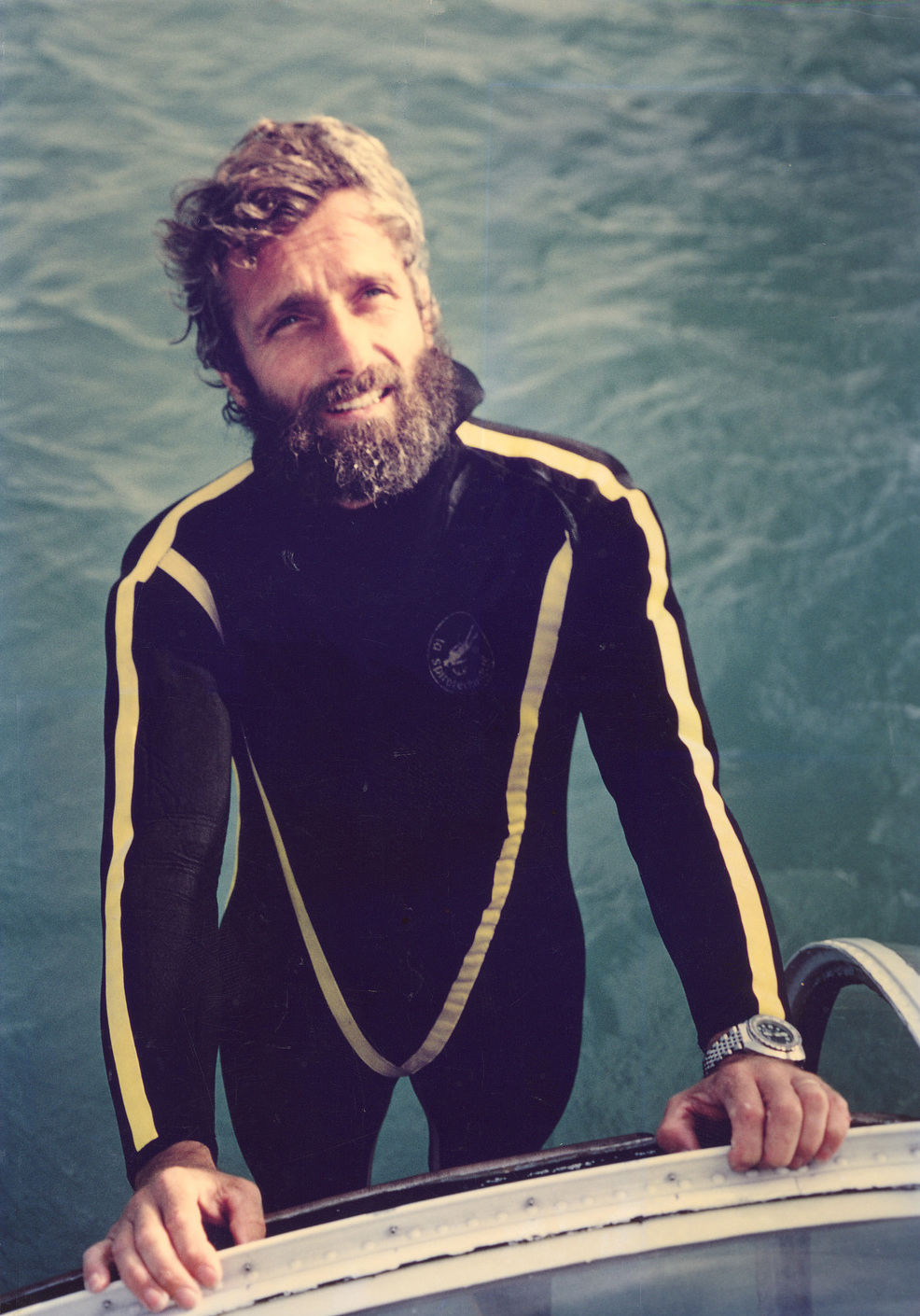
Philippe Cousteau
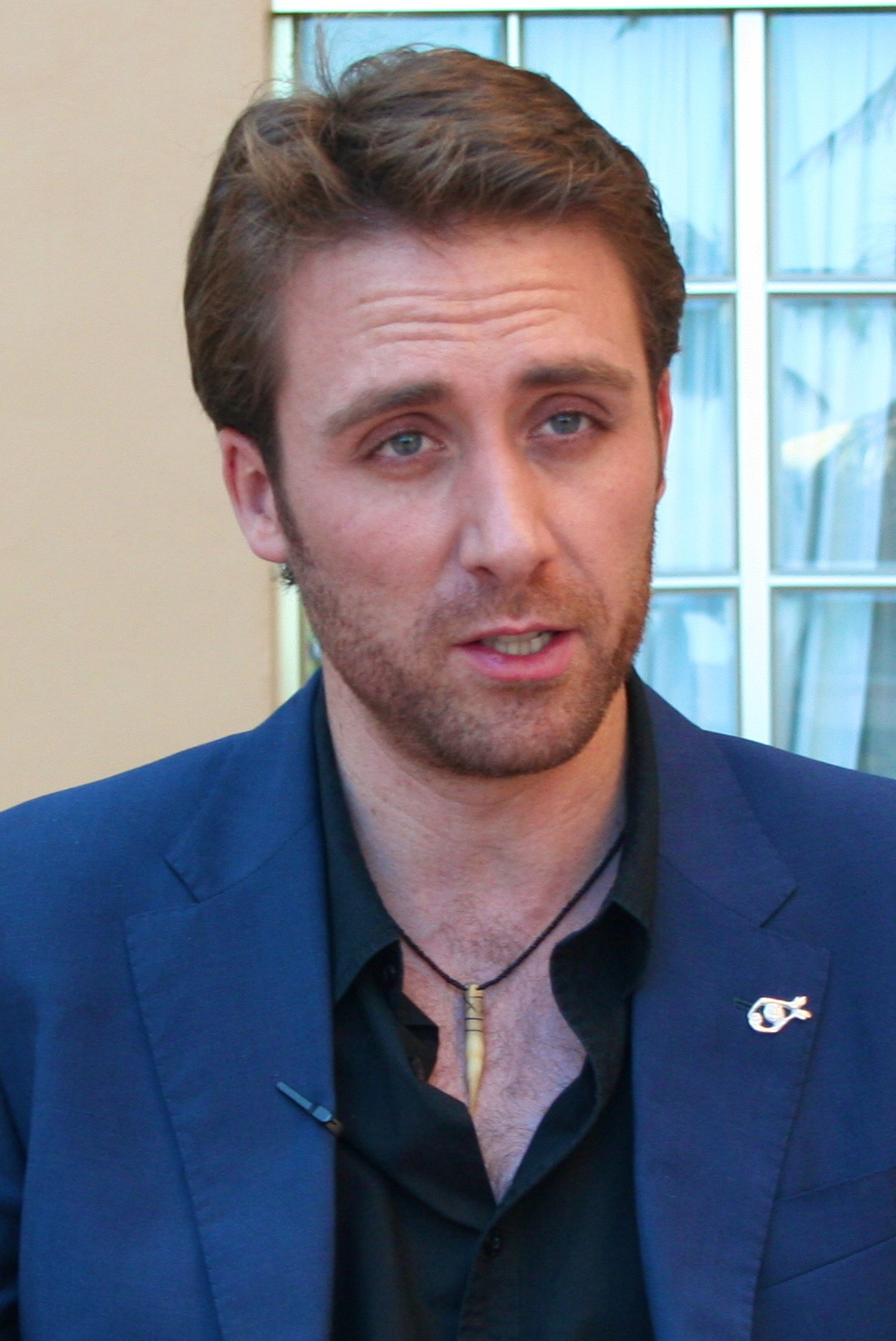
Philippe Cousteau Jr

## Pour approfondir